# Sten Gustaf Thulin
Sten Gustaf Thulin, född 1914 i Lund, i Skåne, död 2006 i Stroud i Storbritannien, var en svensk ingenjör och uppfinnare. Thulin skapade den moderna plastpåsen.

## Biografi
Sten Gustaf Thulin föddes 1914 i Lund, senare utbildade han sig till ingenjör.
I slutet på 1950-talet blev han försäljningschef vid Celloplast AB i Norrköping.
Kring 1960 skapade Thulin tillsammans med Celloplasts VD Curt Lindquist och produktchef Sven-Erik Lövefors den moderna plastpåsen. Modellen var gjord i polyeten med särskilda handtag och hög bärförmåga. Tillverkningen av påsen kom igång redan 1961 på fabriken i Norrköping.
Thulin stod för patentansökan, patent beviljades 27 april 1965 (US patent-nr 3180557) i USA (ansökan 10 juli 1962) och 1 juli 1968 (SE patent-nr 306906) i Sverige (ansökan 17 februari 1965). Konceptet patenterades även i en rad andra länder.
Plastpåsen blev en enorm kommersiell framgång för Celloplast AB, i slutet på 1960-talet producerades ca 600 miljoner plastpåsar om året, i början på 1970-talet hade produktionen ökat till ca 760 miljoner påsar årligen. En patentstrid inleddes och 1977 fick amerikanska Mobil Corporation patentet upphävd i USA och andra tillverkade kom in på marknaden.
Thulin gifte sig första gången kring 1960, paret fick två söner, dock dog hustrun redan 1962. I slutet på 1950-talet flyttade Thulin till Norrköping. Kring 1962 gifte sig Thulin för andra gången, nu med brittiska Maureen Binney, även denna gång fick paret två söner. Thulin arbetade vid Celloplast AB fram till sin pensionering 1979. Senare flyttade familjen till sydvästra England.
Thulin avled 2006 i Stroud (norr om Bristol) i grevskapet Gloucestershire.